# Волфганг Гартнър
Джоузеф Томас Йънгман (роден на 17 март 1982 г.), известен повече със сценичния си псевдоним Волфганг Гартнър, е американски продуцент и диджей на хаус музика.
По-голямата част от неговата музика преди 2010 г. е пусната чрез неговия собствен лейбъл Kindergarten, но по-късно подписва договор с Ultra Records през 2010 г. и с Ministry of Sound във Великобритания през 2011 г.

## Биографични данни
Йънгман създава името Волфганг Гартнър в края на 2007 г. след като си създава сравнително успешно име като хаус DJ. За да не бъде критикуван, че прави такава рязка промяна в стила, Йънгман създава името анонимно. Самоличността на Гартнър е официално обявена през юли 2008 г. Йънгман взема името от треньора на отбора „Cal Poly Mustangs men's soccer“. Логото на Волфганг Гартнър е създадено през 2010 г. от художника на графити Ерик Хейз, който създава лого и за други групи и изпълнители – „Beastie Boys“, „Public Enemy“ и „EPMD“.
Гартнър е домакин на първия епизод на танцовото шоу на МТВ „Клъбланд“ (на английски: Clubland), чиято премиера е на 22 септември 2011 г. Част от епизода е сниман в дома му в Лос Анджелис, Калифорния, където той прави обиколка на студиото си и представя няколко клипа. Избран е и за диджей на десетото издание на Наградите за видео игри (10th Video Game Awards), което се излъчва по Spike TV на 7 декември 2012 г.